# Igor Konstantinowitsch Kunizyn
Igor Konstantinowitsch Kunizyn (russisch И́горь Константи́нович Куни́цын; * 30. September 1981 in Wladiwostok, Sowjetunion) ist ein ehemaliger russischer Tennisspieler.

## Karriere
Er gewann seinen einzigen ATP-Titel im Einzel beim Kremlin Cup in Moskau im Jahr 2008, wo er seinen Landsmann Marat Safin, den Finalisten aus 2006, in drei Sätzen besiegte. 2010 gewann er beim selben Turnier außerdem seinen einzigen Titel in der Doppelkonkurrenz. Darüber hinaus stand er in drei weiteren Finals.
Bereits 2006 schaffte er es das erste Mal in die Top 100, seine beste Platzierung datiert auf den 6. Juli 2009 mit Position 35.
Sein letztes Match bestritt er 2013 bei der Qualifikation für Wimbledon.

## Erfolge
| Legende (Anzahl der Siege)  |
| Grand Slam                  |
| ATP World Tour Finals       |
| ATP World Tour Masters 1000 |
| ATP World Tour 500          |
| ATP World Tour 250 (2)      |
| ATP Challenger Tour (12)    |

| ATP-Titel nach Belag |
| Hartplatz (2)        |
| Sand (0)             |
| Rasen (0)            |

### Einzel

#### Turniersiege

##### ATP World Tour
| Nr. | Datum           | Turnier | Belag         | Finalgegner | Ergebnis        |
| --- | --------------- | ------- | ------------- | ----------- | --------------- |
| 1.  | 4. Oktober 2008 | Moskau  | Hartplatz (i) | Marat Safin | 7:66, 6:74, 6:3 |

##### ATP Challenger Tour
| Nr. | Datum              | Turnier    | Belag         | Finalgegner           | Ergebnis        |
| --- | ------------------ | ---------- | ------------- | --------------------- | --------------- |
| 1.  | 17. Mai 2004       | Fargʻona   | Hartplatz     | Prakash Amritraj      | 6:4, 7:5        |
| 2.  | 25. Juli 2005      | Toljatti   | Hartplatz     | Viktor Bruthans       | 6:1, 6:2        |
| 3.  | 1. August 2005     | Saransk    | Sand          | Boris Pašanski        | 7:5, 6:4        |
| 4.  | 19. November 2007  | Shrewsbury | Hartplatz (i) | Igor Sijsling         | 6:2, 6:4        |
| 5.  | 14. September 2008 | Donezk     | Hartplatz     | Serhij Bubka          | 6:3, 6:3        |
| 6.  | 29. August 2010    | Astana     | Hartplatz     | Konstantin Krawtschuk | 4:6, 7:65, 7:63 |
| 7.  | 22. Mai 2011       | Cremona    | Hartplatz     | Rainer Schüttler      | 6:2, 7:62       |
| 8.  | 19. August 2012    | Qarshi     | Hartplatz     | Dsmitryj Schyrmont    | 7:610, 6:2      |

### Doppel

#### Turniersiege

##### ATP World Tour
| Nr. | Datum            | Turnier | Belag         | Partner         | Finalgegner                     | Ergebnis  |
| --- | ---------------- | ------- | ------------- | --------------- | ------------------------------- | --------- |
| 1.  | 24. Oktober 2010 | Moskau  | Hartplatz (i) | Dmitri Tursunow | Janko Tipsarević Viktor Troicki | 7:68, 6:3 |

##### ATP Challenger Tour
| Nr. | Datum             | Turnier  | Belag     | Partner              | Finalgegner                          | Ergebnis       |
| --- | ----------------- | -------- | --------- | -------------------- | ------------------------------------ | -------------- |
| 1.  | 7. Mai 2001       | Fargʻona | Hartplatz | Rik De Voest         | Simon Larose Michael Tebbutt         | 6:1, 6:74, 6:3 |
| 2.  | 1. August 2004    | Segovia  | Hartplatz | Uladsimir Waltschkou | Daniel Muñoz de la Nava Iván Navarro | 3:6, 6:3, 6:2  |
| 3.  | 7. September 2004 | Donezk   | Hartplatz | Uros Vico            | Marco Chiudinelli Lovro Zovko        | 3:6, 6:3, 6:4  |
| 4.  | 7. Februar 2005   | Belgrad  | Teppich   | Orest Tereschtschuk  | Lukáš Dlouhý Jan Vacek               | kampflos       |

#### Finalteilnahmen

##### ATP World Tour
| Nr. | Datum           | Turnier      | Belag         | Partner           | Finalgegner                          | Ergebnis |
| --- | --------------- | ------------ | ------------- | ----------------- | ------------------------------------ | -------- |
| 1.  | 26. Juni 2006   | Nottingham   | Rasen         | Dmitri Tursunow   | Jonathan Erlich Andy Ram             | 3:6, 2:6 |
| 2.  | 15. Juli 2007   | Newport      | Rasen         | Nathan Healey     | Jordan Kerr Jim Thomas               | 3:6, 5:7 |
| 3.  | 4. Oktober 2009 | Kuala Lumpur | Hartplatz (i) | Jaroslav Levinský | Mariusz Fyrstenberg Marcin Matkowski | 2:6, 1:6 |